# Tolmerus maximus
Tolmerus maximus (Syn.: Epitriptus maximus) ist eine Fliege aus der Familie der Raubfliegen (Asilidae).

## Merkmale
Die Fliegen erreichen eine Körperlänge von 18 bis 19 Millimetern. Ihr Körper ist gelbgrau gefärbt, der Hinterleib weist einen bräunlichen Schimmer auf, der auf der Rückenlinie fehlt. Der Gesichtshöcker ist stark ausgebildet und trägt oben eine schwarze und unten eine gelbe Borste. Das Gesicht ist gelblichweiß gefärbt. Die Art kann mit verschiedenen anderen, meist etwas kleineren Arten verwechselt werden.

## Vorkommen und Lebensweise
Die Art ist in Südeuropa verbreitet und ist vor allem in offenem Gelände mit niedrigem Bewuchs anzutreffen, besonders im Küstengebiet. Die Tiere jagen vom Boden oder von Steinen aus. Bevor sie sich auf ihre Beute stürzen, fliegen sie zunächst in einer Schleife nach oben. Die Beute wird zwischen den Beinen und dem Körper gefangen und sofort mit dem Rüssel gestochen.

## Belege